# 1996년 하계 올림픽 앤티가 바부다 선수단
1996년 하계 올림픽 앤티가 바부다 선수단은 미국 애틀랜타에서 개최된 1996년 하계 올림픽에 참가한 올림픽 앤티가 바부다 선수단이다.

## 육상

### 남자
트랙 / 도로 경기
| 선수                                                        | 세부 종목  | 1차 예선 | 1차 예선 | 2차 예선  | 2차 예선  | 준결선    | 준결선    | 결선      | 결선      |
| 선수                                                        | 세부 종목  | 기록     | 순위     | 기록      | 순위      | 기록      | 순위      | 기록      | 최종 순위 |
| 은코시에 바르네스 미카엘 테리 미첼 브로우네 호워드 린드세이 | 1600m 계주 | 3:09.46  | 6        | 진출 실패 | 진출 실패 | 진출 실패 | 진출 실패 | 진출 실패 | 진출 실패 |

필드 경기
| 선수 | 세부 종목 | 예선 | 예선 | 결선 | 결선      |
| 선수 | 세부 종목 | 기록 | 순위 | 기록 | 최종 순위 |

### 여자
트랙 / 도로 경기
| 선수 | 세부 종목 | 1차 예선 | 1차 예선 | 2차 예선 | 2차 예선 | 준결선 | 준결선 | 결선 | 결선      |
| 선수 | 세부 종목 | 기록     | 순위     | 기록     | 순위     | 기록   | 순위   | 기록 | 최종 순위 |

필드 경기
| 선수 | 세부 종목 | 예선 | 예선 | 결선 | 결선      |
| 선수 | 세부 종목 | 기록 | 순위 | 기록 | 최종 순위 |

## 참고 자료
- (영어) “Antigua and Barbuda at the 1996 Atlanta Summer Games”. SR/Olympic Sports. 2012년 11월 3일에 원본 문서에서 보존된 문서. 2011년 10월 7일에 확인함.
- (영어) 공식 올림픽 보고서 보관됨 2012-02-04 - 웨이백 머신